# Zola griseata
Zola griseata là một loài bướm đêm trong họ Geometridae.